# Manel Guillén i Solà
Manel Guillén i Solà (19 de mayo de 1967, Badalona, España) es un empresario, abogado e inversor activista español.
Manel Guillén obtuvo una Licenciatura en Derecho por la Facultad de Derecho de la Universidad de Barcelona en 1991 y un 
máster en Dirección y Administración de Empresas (MBA) por el IESE Business School de la Universidad de Navarra, en 1995. Es un miembro activo del Colegio de Abogados de Barcelona (ICAB), miembro de The Loan Syndication and Trading Association (LSTA), de la Turnaround Management Association (TMA) y del Círculo de Economía de Barcelona.
En 2005 fundó la compañía de gestión de inversiones Mediterranean Capital Management, ejerciendo el cargo de director ejecutivo desde su creación. Con oficinas profesionales en Barcelona y Madrid, España, ha desarrollado su carrera profesional desempeñando multitud de  puestos de alta dirección como director ejecutivo en distintas y destacadas compañías multinacionales, operando en los mercados de España, Estados Unidos, Brasil, México, Argentina, Irán, Alemania, Austria y el Reino Unido. 

## Carrera profesional
Manel Guillén desarrolló una buena parte de su carrera profesional en la multinacional alemana de medios de comunicación Bertelsmann Group, ejerciendo como Subdirector del Departamento de Ventas en la compañía editorial Círculo de Lectores, empresa de referencia en el mundo de la cultura en español. En 1997, pasó a ocupar la posición de Managing Director de Bertelsmann Online en España y Latinoamérica, una joint venture creada por el Grupo Planeta y Bertelsmann Group, con sedes en Nueva York, Estados Unidos, y Barcelona, España, y presencia en la mayoría de mercados latinoamericanos. En 1999 fue nombrado Chief Operating Officer (COO) de Telefónica B2B Construction para España y Latinoamérica en Telefónica, la principal operadora española en servicios de telecomunicaciones y una de las mayores compañías mundiales del sector. Con posterioridad desempeñó las funciones de director ejecutivo de BravoSolution España, parte de la multinacional italiana Italcementi Group.
En 2005 fundó la compañía de gestión de inversiones Mediterranean Capital Management, actuando como su director ejecutivo desde su constitución y hasta la actualidad. Con sede en Barcelona, España, la compañía es un inversor activo en el mercado de deuda distressed en España y Latinoamérica, focalizando sus inversiones en el mercado hipotecario distressed y deuda corporativa de alta rentabilidad. Con un total acumulado de activos en gestión superior a los 500 millones de €, a lo largo de su carrera Manel Guillen ha vivido y trabajado en distintos países, como son España, Estados Unidos, Brasil, México, Argentina, Irán, Alemania, Austria y Reino Unido.

## Actividades más allá de los negocios
La trayectoria personal de Manel Guillén está fuertemente vinculada al baloncesto español. Antiguo jugador y árbitro profesional de la liga masculina de baloncesto profesional de España, la Liga ACB, ha sido árbitro durante más de quince años y miembro ejecutivo de la Asociación de Clubs de Baloncesto, ejerciendo desde 2001 a 2004 como Presidente de la Comisión de Arbitraje y Director de Arbitraje de la Liga ACB.